# Корна (Алба)
Корна (рум. Corna) насеље је у Румунији у округу Алба у општини Рошија Монтана. Oпштина се налази на надморској висини од 783 m.

## Становништво
Према подацима из 2002. године у насељу је живело 343 становника, од којих су сви румунске националности.